# Halastó
Halastó là một thị trấn thuộc hạt Vas, Hungary. Thị trấn này có diện tích 5,65 km², dân số năm 2010 là 99 người, mật độ 18 người/km².